# Stamford Bridge-i csata (1454)
A Stamford Bridge-i csata egy összecsapás volt 1454. október 31-én vagy november 1-jén John Neville, Montagu őrgrófja és Thomas Percy, Egremont bárója között, amely lezárta Egremont és Henry Holland, Exeter hercege lázadását.
Az összecsapásra Stamford Bridge-nél került sor, ahol II. Harold angol király legyőzte a norvég inváziós hadat 1066-ban. A Neville–Percy-viszályból eredő összecsapás lezárta Egremont és Henry Holland, Exeter hercege lázadását, amelyet Plantagenet Richárd yorki herceg régensi uralma ellen indítottak. Montagu márkija egyben elégtételt is vett azért, hogy Egremont 1453. augusztus 24-én Heworth Moornál rátámadt lakodalmas menetére.
A csata lefolyásáról keveset tudni. Ami biztos, hogy Peter Loud, a pocklintoni Percy-uradalom tiszttartója 200 emberrel megfutamodott, és ez eldöntötte a csatát. Egremontot és testvérét, Richard Percyt elfogták.